# Amange
Amange település Franciaországban, Jura megyében. Lakosainak száma 432 fő (2022. január 1.). Amange Offlanges, Audelange, Châtenois, Moissey, Romange és Vriange községekkel határos.

## Népesség
A település népességének változása:
| Lakosok száma | 191  | 298  | 290  | 337  | 415  | 420  | 433  | 444  | 445  | 432  |
|               | 1968 | 1982 | 1990 | 2006 | 2013 | 2015 | 2017 | 2019 | 2020 | 2022 |